# Manettia arboricola
Manettia arboricola é uma espécie de dicotiledónea pertencente à família Rubiaceae, descrita em 1993.